# Владимир Зомбори
Владимир Александров Зомбори е български актьор и певец. Известен е с множество роли в театъра, киното, телевизията и дублажа.

## Биография
Роден е на 3 юли 1988 г. в Пловдив, Народна република България.
През 2007 г. завършва Професионална гимназия за сценични и екранни изкуства в Пловдив със специалност „Сценография“. През септември 2007 г. кандидатства в НАТФИЗ „Кръстю Сарафов“ със специалност „Актьорско майсторство за драматичен театър“ Бива приет в класа на професор д-р Атанас Атанасов и завършва през 2011 г. Неговите състуденти са Дария Симеонова, Христо Пъдев, Ивайло Ненов, Лили Гелева, Иво Аръков и други.
През септември 2011 г. участва в първия сезон на музикалното риалити „Екс Фактор България“, където е първият отпаднал финалист.
През ноември 2018 г. е първият носител на наградата „Андрей Баташов“.

### Кариера в театъра
От лятото на 2011 г. е в трупата на Малък градски театър „Зад канала“, където играе в представленията „Кой се бои от Вирджиния Улф?“, „Изобретателната влюбена“, „Недоразбраната цивилизация“, „Балкански синдром“, „Суматоха“, „Посещението на старата дама“, „Лодка в гората“, „Скъперникът“, „Заминавам“, „Приятелки мои“, „Дванайсета нощ“, „Изкуството на комедията“, „Бел Ами“, „Човекът, който искаше“, „Ромул Велики“, „Апартаментът“, „Поп-фолк хроники: Бели птици и куршуми“, „Аз обичам, ти обичаш, тя обича“, „Празникът“, „Говори Б*Г Брадър!“, „Хайде да се трепаме“ и „Без асансьор“.
През 2023 г. играе в театралната комедия „Премахни от приятели“ от Стивън Мофат на режисьора Валентин Ганев, където партнира на Анелия Луцинова, Мария Сапунджиева, Катя Иванова и Деян Ангелов.
През 2024 г. играе във френската комедия „Заклеваш ли се в децата“ на Саломе Льолуш, където партнира на половинката си Весела Бабинова по режисурата на Крис Шарков.

### Кариера в киното и телевизията
Освен на сцената, играе в няколко филми и сериали. Сред ролите му са на Тишо в трагикомичния филм „Миграцията на паламуда“ на режисьора Людмил Тодоров, Стоилко във историческата драма „Воевода“ на режисьора Зорница София, Христо в драматичния филм „Дъвка за балончета“ на режисьора Станислав Тодоров-Роги, учителят по философия Методи Иванов в уеб сериала „Следвай ме“, Огнян в драматичния сериал „Пътят на честта“, Мъжът в късометражния сериал „Seen“, Мирослав Огнянов в сериала „Мен не ме мислете“, Ковачки в трилъра в „В сърцето на машината“ на режисьора Мартин Макариев, Димитър Драганов в драматичния сериал „С река на сърцето“, Филип в драматичния сериал „Вина“ и Камен в драмата „Игра на доверие“.
През февруари 2021 г. и януари 2024 г. участва два пъти в кулинарното риалити „Черешката на тортата“ по Нова телевизия.
През февруари 2024 г. Зомбори е участник в 12-и сезон на шоуто за музикални имитации „Като две капки вода“, където е победител в първия лайф. Той спечелва формата на 13 май 2024 г.
През септември 2024 г. е водещ на 11-ия сезон на музикалното риалити „Гласът на България“ по Би Ти Ви, заедно с Боряна Братоева.

### Кариера в дублажа
Зомбори започва кариерата си в озвучаването около 2010 – 2011 г., а първата му работа в дублажа е в ролята на Шадоу Проув в „Бакуган: Бойци в действие“.
Работи за дублажните студия „Александра Аудио“, „Доли Медия Студио“, „Андарта Студио“ и „Про Филмс“. Работил е с режисьори като Анна Тодорова, Василка Сугарева, Даниела Горанова, Десислава Софранова, Йоанна Микова, Мариета Петрова, Николина Петрова, Симона Нанова, Анатолий Божинов, Георги Стоянов, Кирил Бояджиев, Ненчо Балабанов, Петър Върбанов, Чавдар Монов и други.
Сред дублажните му роли са Уолтър в „Мъпетите“, Нод в „Тайната на горските пазители“, Марвин в „Марвин Марвин“, Хенри в „Опасния Хенри“, Очилатия в „Смърфовете: Забравеното селце“, Тим в двата филма на „Бебе Бос“, Хан Соло в „Соло: История от Междузвездни войни“, Майлс Моралес в „Спайдър-Мен: В Спайди-вселената“ и „През Спайди-вселената“, Анакин Скайуокър в поредицата „Междузвездни войни“, Хълцук в „Как да си дресираш дракон: Тайнственият свят“ (на мястото на Иван Петков), Иън Лайтфут в „Напред“, господин Пираня в „Лошите момчета“, Йонатан в „Снежанка“ и други.
Освен с озвучаване на филми и сериали, озвучава и няколко аудиокниги на Дисни в Storytel, измежду които „Лейди и Скитника“, „Книга за джунглата“ и три истории от „Замръзналото кралство“.

## Участия в театъра
Театър НАТФИЗ
1. Арман Дювал в „Дамата с камелиите“ от Александър Дюма-син, режисьор Атанас Атанасов[31]
2. Ю. Тесман в „Хеда Габлер“ от Хенрик Ибсен, режисьор Пламен Марков[32]
3. Фортинбрас в „Хамлет“ от Уилям Шекспир, режисьор Красимир Спасов
4. Лебедев в „Иванов“ от Антон Чехов, режисьор Димана Пейчева

„Театрална работилница „Сфумато“
1. Младият господин в „Хоровод на любовта“ от Артур Шницлер, режисьор Антон Угринов[33]
2. Девлин в „Прах при прахта“ от Харолд Пинтер, режисьор Антон Угринов[34]

Младежки театър „Николай Бинев“
1. „Криминале 2D“ по Иво Сиромахов, режисьор Мартин Каров[35]
2. „Кола Брьонон“ от Ромен Ролан, режисьор Владимир Люцканов[36]

Народен театър „Иван Вазов“
- „Крал Лир“ от Уилям Шекспир, режисьор Явор Гърдев

Малък градски театър „Зад канала“
1. 4 ноември 2011 г. – „Изобретателната влюбена“ от Лопе де Вега, режисьор Елена Панайотова[38]
2. 27 април 2012 г. – „Недоразбраната цивилизация“ – авторски спектакъл на Теди Москов[39][40][41]
3. 2013 – „Балкански синдром“ от Станислав Стратиев, режисьор Мариус Куркински[42][43]
4. октомври 2012 г. – Иван Гамаша в „Суматоха“ от Йордан Радичков, режисьор Мариус Куркински[44]
5. 5 април 2013 г. – „Посещението на старата дама“ от Фридрих Дюренмат, режисьор Бина Харалампиева[45]
6. 13 декември 2013 г. – „Скъперникът“ от Жан-Батист Молиер, режисьор Лилия Бояджиева[46][47]
7. 14 февруари 2014 г. – „Заминавам“ от Алексей Слаповски, режисьор Петър Денчев[48]
8. 8 януари 2015 г. – „Приятелки мои“ от Симон Шварц, режисьор Теди Москов[49][50][51]
9. 21 март 2015 г. – „Дванайсета нощ“ от Уилям Шекспир – режисьор Тея Сугарева[52]
10. 10 октомври 2015 г. – „Изкуството на комедията“ от Едуардо де Филипо, режисьор Мариус Куркински[53]
11. 25 март 2016 г. – „Бел Ами“ от Юрий Дачев, режисьор Бина Харалампиева[54][55][56]
12. 10 април 2016 г. – Марин в „Лодка в гората“ от Николай Хайтов, режисьор Мариус Куркински[57][58]
13. 17 декември 2016 г. – „Човекът, който искаше“ по Антон Чехов, режисьор Маргарита Младенова[59][60][61]
14. 24 март 2017 г. – „Ромул Велики“ от Фридрих Дюренмат, режисьор Бина Харалампиева[62][63][64]
15. 8 декември 2017 г. – „Апартаментът“, режисьор Бойко Илиев[65][66][67]
16. 8 октомври 2018 г. – „Поп-фолк хроники: Бели птици и куршуми“, режисьор Неда Соколовска[68][69][70]
17. 14 декември 2018 г. – „Аз обичам, ти обичаш, тя обича“ от Стефан Москов и Симон Шварц, режисьор Стефан Москов[71][72][73]
18. 29 март 2019 г. – „Празникът“, режисьор Явор Гърдев[74][75]
19. 21 октомври 2020 г.– Ник в „Кой се бои от Вирджиния Улф?“ от Едуард Олби, режисьор Стоян Радев Ге. К.[76][77]
20. 2 октомври 2021 г. – Здравко в „Говори Б*Г Брадър!“, режисьор Неда Соколовска[78][79]
21. 6 април 2022 г. – „Без асансьор“ от Себастиен Тиери – режисьор Ивайло Христов[80]
22. 9 май 2023 г. – „Хайде да се трепаме“ – режисьор Теди Москов[81][82]

## Филмография
- „Столичани в повече“ (2011) – Попов
- „Миграцията на паламуда“ (2012) – Тишо[83]
- „Под прикритие“ (2016) – Инспектор
- „Пеещите обувки“ (2016) – Барман
- „Воевода“ (2016) – Стоилко
- „Дъвка за балончета“ (2017) – Христо
- „Следвай ме“ (2017) – Методи Иванов, учител по философия[84]
- „Пътят на честта“ (2019) – Огнян[85]
- „Видяно“ (2019) – мъжът[86]
- „В сърцето на машината“ (2022) – младши надзирател Ковачки
- „С река на сърцето“ (2022) – Димитър Драганов
- „Мен не ме мислете“ (2022) – Мирослав Огнянов[12]
- „Вина“ (2023) – Филип Янг[87]
- „Игра на доверие“ (2023) – Камен Давидов[14]

## Роли в озвучаването
| Актьор            | Филми/Сериали | Роля                                                                     |
| ----------------- | --- | ------------------------------------------------------------------------ |
| Джейс Норман      | Опасния Хенри Приключенията на опасното хлапе Клонирането на Адам Руфъс Руфъс 2 Вътрешен глас Бикслър Хай: Детектив до край                                                 | Хенри Харт/Опасното хлапе Адам Бейкър Руфъс Джеръми Мартин Ксандър Деуит |
| Кенет Коли        | Междузвездни войни: Епизод V - Империята отвръща на удара (дублаж на Александра Аудио) Междузвездни войни: Епизод VI - Завръщането на джедаите (дублаж на Александра Аудио) | Адмирал Пиет                                                             |
| Хейдън Кристенсен | Междузвездни войни: Епизод II – Клонираните атакуват (дублаж на Александра Аудио) Междузвездни войни: Епизод III – Отмъщението на ситите (дублаж на Александра Аудио)       | Анакин Скайуокър                                                         |
| Шамик Мур         | Спайдър-Мен: В Спайди-вселената Спайдър-Мен: През Спайди-вселената | Майлс Моралес/Спайдър-Мен                                                |

#### Анимационни сериали
1. „44 котки“ – Космо
2. „Lego Dreamzzz“ – Матео, 2023
3. „Възходът на костенурките нинджа“ – Микеланджело, 2019
4. „Върховният Спайдър-Мен“ – Други гласове
5. „Героичната шесторка: Сериалът“, 2018
6. „Доктор Пространствени джинси“ – Кайл, 2014
7. „Монки Кид“ – Ем-Ка (замествайки Кристиян Върбановски в средата на втори сезон, 2022
8. „Нинджаго: Дракони Възходът“ – Арин, 2023
9. „Патешки истории“ – Луи, 2017
10. „Хейли е на ход“ – Скот Денога, 2024
11. „Шаолински двубои“ (дублаж на студио Про Филмс) – Джак Спайсър, 2012
12. „Шаолински хроники“ – Джак Спайсър, 2014
13. „Юникити“ – Сърдитко Кисел, 2018

#### Игрални сериали
1. „i-Карли“ (дублаж на Александра Аудио), 2013
2. „Братя по карате“ – Други гласове, 2012
3. „Гранд хотел“ – Феликс Рена (Ейдриън Паздар), 2019
4. „Злодеите от Вали Вю“ – Джейк, 2023
5. „Като вещиците“ – Даниел Милър, 2017
6. „Марвин Марвин“ – Марвин Форман, 2013
7. „Мистериите на Хънтър Стрийт“ – Даниъл, 2019
8. „Остин и Али“ – Остин, 2013-2016
9. „Ужасвил“, 2014
10. „Шеметен бяг“ – Други гласове

#### Анимационни филми
1. „Playmobil: Филмът“ – Други гласове, 2019
2. „Аз, проклетникът 2“ – Антонио Перес, 2013
3. „Бебе Бос“ – Възрастният Тим (Тоби Магуайър), 2017
4. „Бебе Бос 2: Семейни работи“ – Тим Темпелтън (Джеймс Марсдън), 2021
5. „Белия зъб“ – Други гласове, 2019
6. „Гарфилд: Филмът“ – Джон Арбъкъл (Никълъс Холт), 2024
7. „Загубеният Йети“ – Джим Тендзин, 2019
8. „Как да си дресираш дракон: Тайнственият свят“ – Хълцук (Джей Барушел), 2019[25]
9. „Котаракът в чизми“ – Други гласове, 2011
10. „Кумба“ – Кумба, 2013
11. „Лео да Винчи: Мисия Мона Лиза“ – Лео, 2020
12. „Лошите момчета“ – господин Пираня (Антъни Рамос), 2022
13. „Напред“ – Иън Лайтфут (Том Холанд), 2020
14. „Пингвините от Мадагаскар“ – Други гласове, 2014
15. „Пчеличката Мая: Игрите на меда“ – Уили, 2018
16. „Семейството на Голямата стъпка“, 2021
17. „Смърфовете: Забравеното селце“ – Очилатия (Дани Пюди), 2017[88]
18. „Тайната на горските пазители“ – Нод (Джош Хъчърсън), 2013[89]
19. „Том и Джери“ – Топси, 2021
20. „Том и Джери: Шпионска мисия“ (дублаж на Александра Аудио) – Джони Куест, 2019
21. „Тролчета: Бандата се събира“ – Кашмир (Андрю Ранълс), 2023

#### Игрални филми (войсоувър дублаж)
- „Междузвездни войни: Епизод I - Невидима заплаха“ (дублаж на Александра Аудио) – Други гласове, 2018

#### Игрални филми (нахсинхронен дублаж)
1. „Аладин“ – Принц Андерс (Били Магнусен), 2019
2. „Лимонадената банда“ – Уен, 2011
3. „Мъпетите“ – Уолтър, 2012[90]
4. „Мулан“ – Други гласове, 2020
5. „Соло: История от Междузвездни войни“ – Хан Соло (Олдън Еренрайх), 2018
6. „Снежанка“ – Йонатан (Андрю Бърнап), 2025

## Личен живот
Зомбори има връзка с актрисата Весела Бабинова и имат една дъщеря – Йоана, родена през септември 2020 г.